# Montelibretti
Montelibretti és un comune (municipi) de la ciutat metropolitana de Roma, a la regió italiana del Laci, situat uns 30 km al nord-est de Roma. L'1 de gener de 2018 tenia 5.326 habitants.
Montelibretti limita amb els municipis de Capena, Fara in Sabina, Fiano Romano, Monterotondo, Montopoli di Sabina, Montorio Romano, Moricone, Nerola i Palombara Sabina.

## Història
El nom deriva de la presència d'una vil·la romana propietat de Caius Brutius Presentis, el sogre de Còmmode. A l'Edat Mitjana, a partir del segle xv, era una fortalesa dels Orsini, que més tard va ser dels Barberini i després dels Sciarra.
El 1867 hi va tenir lloc la batalla de Mentana, entre les tropes papals i les de Giuseppe Garibaldi.

## Llocs d'interès
- Església parroquial de Sant Nicolau.
- Palau Barberini, construït sobre un castell dels Orsini.
- Necròpolis de Colle del Forno (segle VII aC), atribuïda a la ciutat d'Erètum, dels sabins.